# ولاية دزجة
وِلَايَةُ دُزْجَة (بالتركية: Düzce ili) هي إحدى محافظات تركيا، مركزها مدينة دزجة وتبلغ مساحتها 3641 كم مربع2 ويبلغ عدد سكانها 314,261 نسمة، كما يبلغ معدل الكثافة السكانية فيها 295 نسمة/كم2، وهي تقع في الشمال الغربي لتركيا.

## تاريخ
فتحها في القرن 14 القائد العثماني قونور ألپ بك رفيق سلاح السلطان عثمان الأول مؤسس الدولة العثمانية، وكان الحكام العثمانيون الأوائل في دوزجه هم قونور ألپ بك وسنقر بك وصامصا بك وغندوز ألپ.

## أعلام
- محمد زاهد الكوثري